# Werner Heuser
Pour les articles homonymes, voir Heuser.
Werner Heuser (né le 11 novembre 1880 à Gummersbach et mort le 11 juin 1964 à Düsseldorf) est un peintre et dessinateur allemand. Il est professeur à l'Académie des beaux-arts de Düsseldorf depuis 1926 et est démis de ses fonctions en 1937 en tant qu' « artiste dégénéré ». Après la Seconde Guerre mondiale, il reconstruit l'académie en tant que directeur.

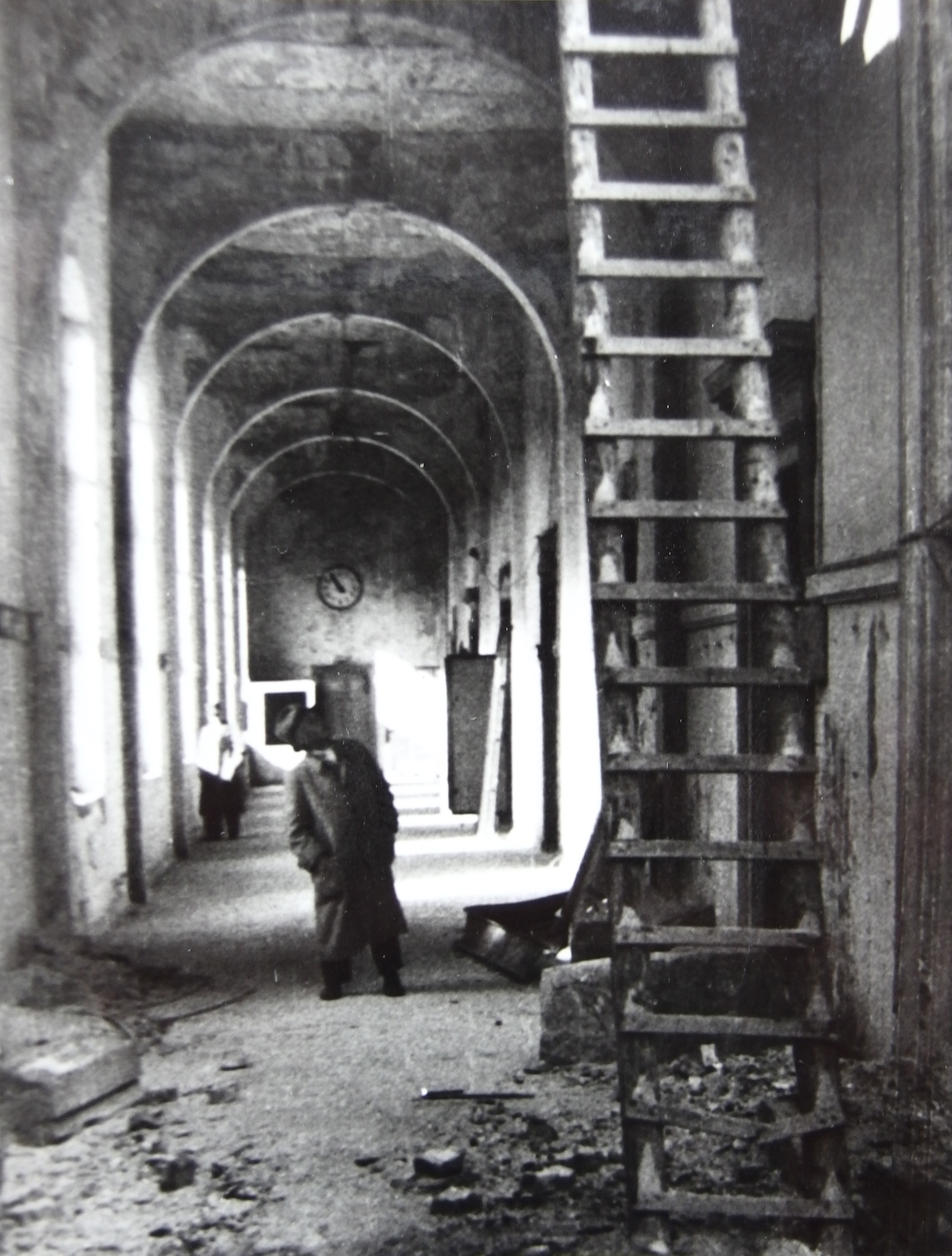
Werner Heuser dans le couloir de l'Académie des beaux-arts de Düsseldorf, janvier 1946

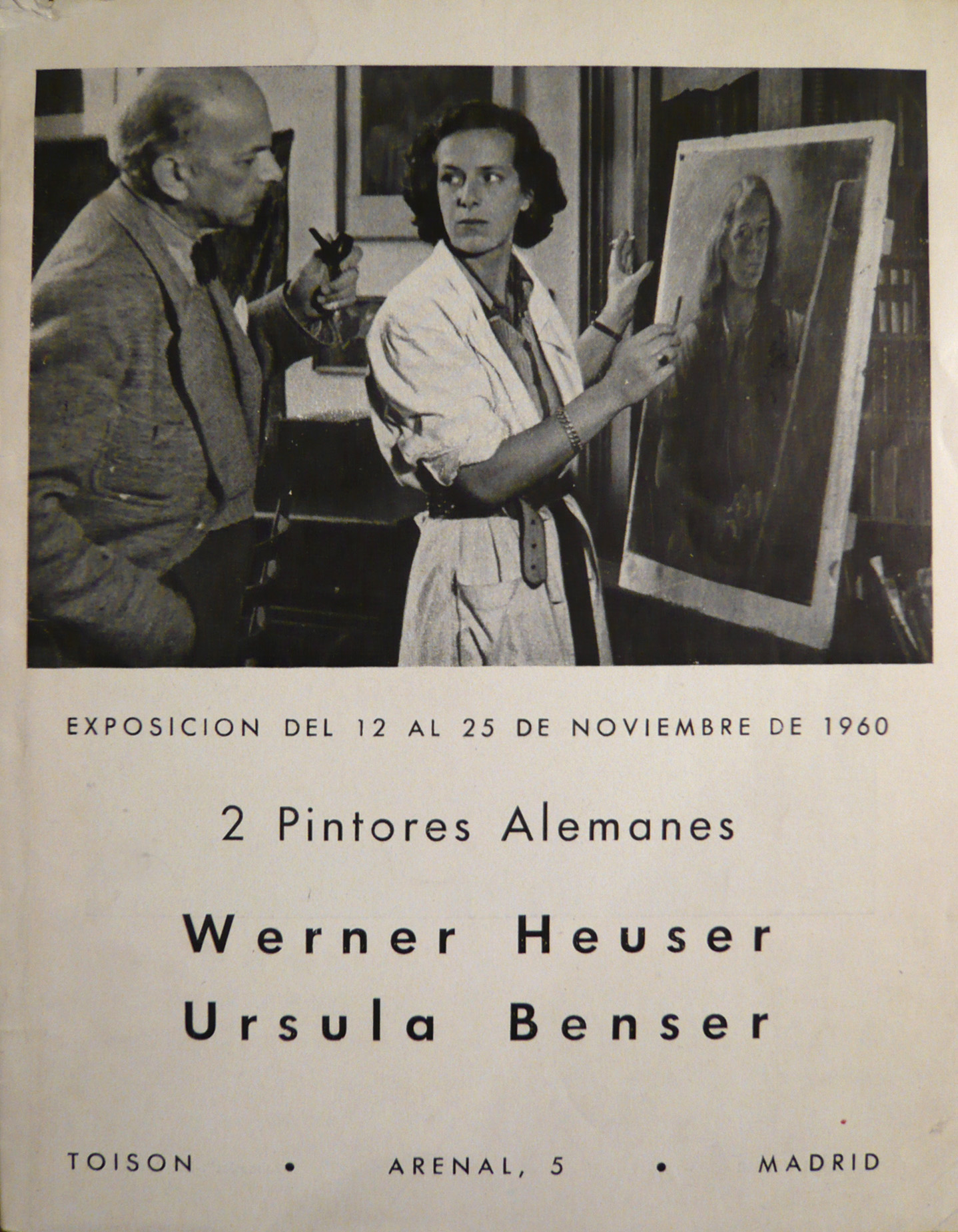
Exposition Werner Heuser avec sa fille Ursula Benser à Madrid, 1960

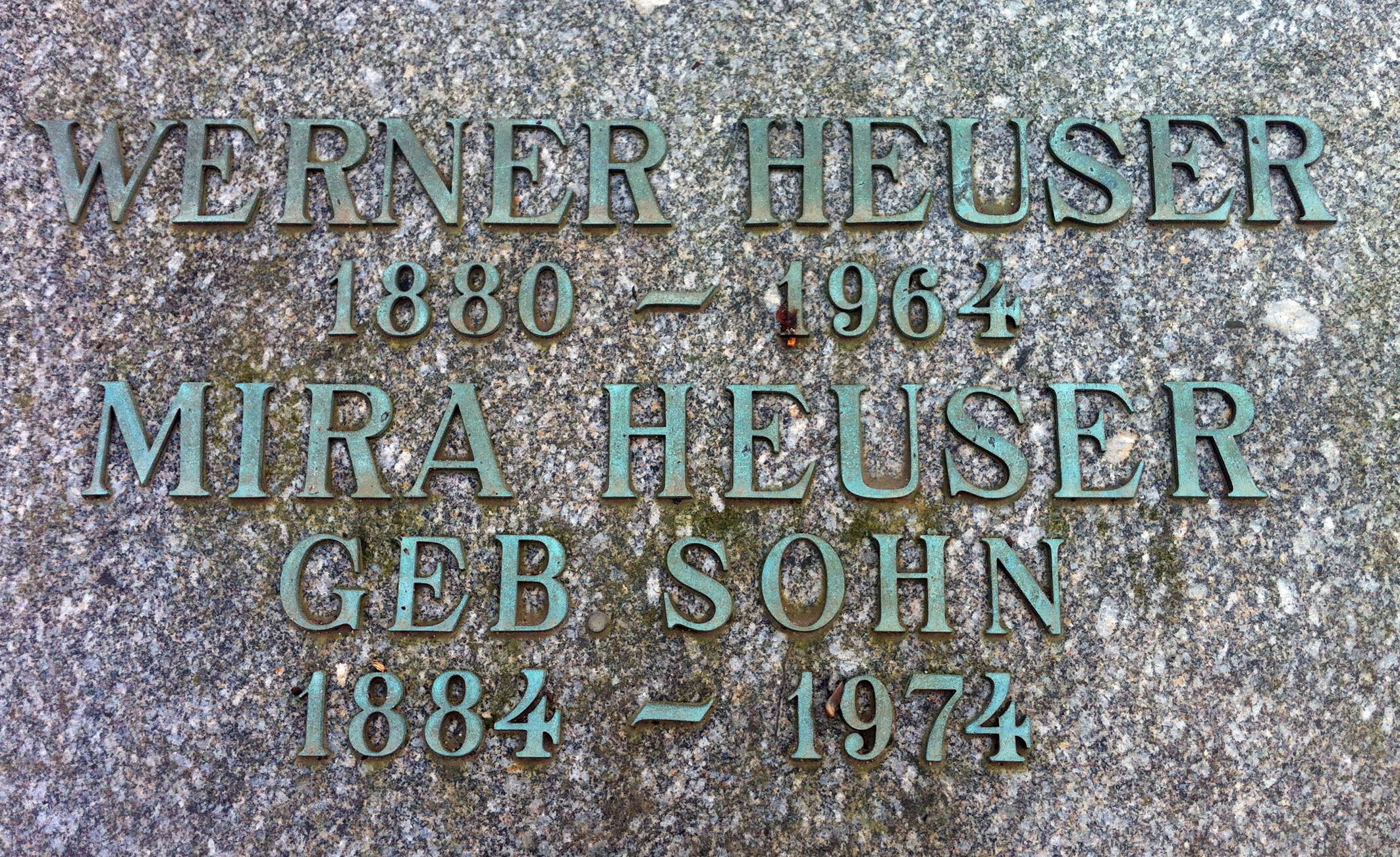
Pierre tombale du cimetière nord

## Biographie
Son père Franz Eugen Heuser (1847-1900), fils de Johann Peter Heuser le Jeune (1803-1849) et Emma Pollmann (1814-1905), petits-fils de Johann Peter Heuser l'Ancien. (1726-1809), est un fabricant d'une filature de laine synthétique. La mère Eugénie (1849-1920) est née Hoestermann.
Lorsque Werner Heuser a un an, son père quitte sa famille, s'enfuit avec Barbara Christina Scheid (1856-1910), la femme du voisin, et émigre à New Braunfels, comté de Comal au Texas (États-Unis), où il s'appelle Eugen Kailerest à la fin du XIXe siècle éditeur du Neu-Braunfelser Zeitung. La mère, profondément ébranlée, confie provisoirement l'éducation de Werner et de ses frères Johann Peter Eugen (1873-1921) et Kuno (1876-1918) à une tante appelée Thekla à Bonn.
Werner Heuser étudie aux lycées de Bonn et de Siegburg jusqu'en 1896. En 1897 il suit un apprentissage chez Villeroy & Boch, où il vit avec un cousin à Merzig. Après avoir obtenu son diplôme, Werner Heuser se rend à Düsseldorf en 1900 et étudie à l'École des arts appliqués de Düsseldorf (de) et à l'Académie des beaux-arts de Düsseldorf avec Peter Janssen, Adolf Maennchen (de) et Eduard Gebhardt, entre autres.
À Düsseldorf, par l'intermédiaire de Karli Sohn-Rethel, il rencontre sa future épouse Mira Sohn-Rethel, petite-fille de l'artiste Alfred Rethel, fille d'Else Rethel et Karl Rudolf Sohn, lors d'un festival de carnaval au sein de l'association d'artistes Malkasten, et ils se fiancent.
Werner Heuser suit Karli Sohn-Rethel à l'Académie royale d'art de Dresde pour étudier avec Carl Bantzer et choisit des séjours à la campagne dans la colonie de peintres de Willingshausen (de) pour mûrir. Un voyage d'étude à Rome avec Otto Sohn-Rethel suivi en 1905, avec un séjour dans la Villa Strohl Fern, près des jardins de la Villa Borghèse. Il y rencontre à nouveau Mira, qui est resté avec ses parents à Rome pendant quelques semaines. Son père, Karl Rudolf Sohn, consent au mariage. Le 11 octobre 1907, Werner Heuser épouse Mira Sohn-Rethel à Düsseldorf.
Leur voyage de noces passe par Rome via Venise et dura de 1908 à 1914. Werner et Mira Heuser vivent dans un atelier d'artiste dans le parc de la Villa Strohl-Fern. Il y vit en étroite collaboration avec Karl Hofer, Hermann Haller, l'américain Maurice Sterne (de) et ses beaux-frères Otto Sohn-Rethel et Karli Sohn-Rethel. Le 12 avril 1909, le fils Klaus Heinrich (Claudio Enrico) est né à Rome. Klaus Heuser est l'un des personnages principaux du roman Königsallee (de) de Hans Pleschinski.
À l'été 1909, après un court séjour à Düsseldorf, Werner Heuser se rend en France avec sa femme et son enfant, ils rendent visite à Hermann Haller dans sa maison au bord de la mer, près d'Arcachon. À l'hiver 1909, Heuser loue un atelier à Montparnasse à Paris et rejoint le cercle des peintres qui ont leur siège au Café du Dôme. Il connaît Henri Matisse, Pablo Picasso, Ernesto de Fiori, Rudolf Levy et d'autres « Montparnassiens ».
En hiver 1913/14 Heuser fonde avec Ernst Isselmann (de), Hans Dornbach (de) la Rheinische Künstlervereinigung, basée à Cologne, qui organise une première exposition en janvier 1914 dans les locaux du Kölnischer Kunstverein. S'ensuit un court séjour à Berlin et, au printemps 1914, la participation à la première exposition de la Sécession libre à Berlin.
En 1915, leur fille Ursula naît, qui étudie de 1930 à 1935 à l'Académie des beaux-arts de Düsseldorf avec Paul Bindel (de), entre autres.
Pendant la Première Guerre mondiale, Werner Heuser est infirmier à partir de 1914, puis délégué de la Croix-Rouge à Kiev et à Sébastopol. Au cours de ces quatre années, il connaît un degré déchirant de souffrance et de misère et est témoin de l'effondrement et du retrait de la Russie. À son retour, il s'installe définitivement à Düsseldorf.
En 1919, Werner Heuser est l'un des premiers membres de l' association des artistes « La Jeune Rhénanie » avec les peintres Heinrich Nauen, Adolf Uzarski, Arthur Kaufmann, Carlo Mense et Walter Ophey ainsi que l'architecte Wilhelm Kreis. En 1919, Werner Heuser réalise des lithographies pour le volume de poésie Der Vorläufer de Wolfgang Petzet, publié par  (de). En 1920, il participe à la grande exposition d'expressionnisme à Darmstadt.
Werner Heuser passe souvent les mois d'été avec sa femme et ses enfants à Hiddensee et Kampen sur Sylt. Il s'y lie d'amitié avec la famille de Thomas Mann, entre autres. Le fils de Werner, Klaus Heuser (mort en 1994), âgé de dix-sept ans, note à propos de l'homme qu'il est sa «dernière passion humainement jugée», doit se fondre dans la figure de Joseph.
Pour le planétarium construit par l'architecte Wilhelm Kreis à l'occasion de la GeSoLei en 1926, Heuser réalise l'un des tableaux à gousset, qui est accroché au même endroit dans l'actuelle salle de concert de Düsseldorf.
À partir de 1922, Heuser vit au 53 Kaiserstraße (de) au Jardin de Cour de Düsseldorf (de), avec un studio à partir de 1925 au 10d Am Wehrhahn,. En 1926, il est nommé professeur de dessin et de composition à l'Académie d'Art de Düsseldorf. Ses collègues professeurs, avec lesquels il entretient des relations professionnelles et amicales, sont Heinrich Campendonk, Max Clarenbach, Paul Klee, Ewald Mataré, Heinrich Nauen, Wilhelm Schmurr et Alexander Zschokke (de).
Vers 1932, en même temps que son ancien élève Gottfried Brockmann (de), Heuser reçoit un atelier dans le bâtiment des ateliers de l'Académie Eiskellerberg (de) 1/3, qu'il peut conserver jusqu'en 1938. Entre-temps, la famille Heuser a emménagé dans la maison Sohn-Rethel au 23 Goltsteinstraße. En juillet 1936, son fils Klaus, marchand d'exportation de formation, quitte l'Allemagne et se rend en Extrême-Orient.
Les œuvres de Heuser sont classées « art dégénéré » par les nationaux-socialistes et dénoncées lors de l'Exposition d'art dégénéré à Munich. En 1937, le contrat de Werner Heuser à l'académie des beaux-arts n'est pas prolongé. Des amis de la famille, notamment Paul Clemen, le défendent. C'est ainsi que lui, "l'ancien professeur extraordinaire d'art à l'Académie d'État des Beaux-Arts (...) révocable à tout moment (...)" (Lettre du 6 mars 1943 au président régional en tant que conservateur de l'Académie nationale des beaux-arts, à Düsseldorf), se voit accorder une aide permanente de deux cents Reichsmarks jusqu'en mars 1943, puis jusqu'en mars 1946.
Il continue à travailler comme artiste et se retire seul à Sanary avant le début de la guerre. Plus tard, il suit sa femme et sa fille dans l'Allgäu, puis dans le Brisgau. En 1943, la maison familiale du 23 Goltsteinstrasse à Düsseldorf est détruite par une bombe incendiaire avec toutes les œuvres d'art qui ont été rassemblées. Heuser suit sa femme Mira et sa fille Ursula, qui séjournent avec le baron von Holzing au château de Bollschweil.
Après la fin du régime national-socialiste, il retourne à Düsseldorf. L'acteur Peter Esser l'emmène avec sa femme dans sa maison d'Alt-Meererbusch (de) près de Düsseldorf. Le 13 octobre 1945, il est réintégré en tant que professeur à l'académie des beaux-arts, le 15 octobre 1945, il est nommé membre du comité du personnel et le 1er novembre 1945, il reprend ses fonctions de professeur. Le 7 janvier 1946, il est nommé directeur provisoire de l'Académie. Le 31 janvier 1946, l'Académie d'État des arts est rouverte par Werner Heuser. Il reconstruit l'institution et des artistes bien connus tels que Heinrich Kamps (de), Otto Pankok (de), Ewald Mataré et Theo Champion (de) s'engagent en tant qu'enseignants. En 1949, il cède son bureau à Heinrich Kamps, qui achève alors la construction, et quitte l'académie en tant que directeur et professeur pour se consacrer entièrement à son art.
En tant que l'une des rares personnes à n'appartenir à aucun parti, il est nommé membre du Landtag désigné de Rhénanie du Nord-Westphalie (de) en 1946. Cependant, il perd rapidement son statut de membre à part entière du parlement et depuis lors, il est expert au sein de la commission de la culture du parlement de l'État.
Le 5 juin 1948, la fondation de l' Association d'État des artistes visuels de Rhénanie du Nord-Westphalie e. V, qui remonte à l'ancien syndicat des arts, a officiellement lieu. Werner Heuser, en tant que président fondateur, ouvre la première assemblée générale de l'association professionnelle d'État dans la salle de réunion de l'Association des ferronniers allemands à Düsseldorf. En raison de la réforme monétaire et de la baisse des primes qui en résulte, la première crise de l'association suit peu de temps après, ce qui conduit à la restructuration sous le nouveau nom de Wirtschaftsverband Bildender Künstler NRW en 1953. 
Werner Heuser est membre du Deutscher Künstlerbund, également membre de l'association pour l'organisation d'expositions d'art et du « Künstlerverein Malkasten » jusqu'à sa mort.
Le 11 juin 1964, Werner Heuser meurt d'une insuffisance cardiaque à Düsseldorf. Sa tombe se trouve au cimetière nord de Düsseldorf.

## Réalisations
Heuser est l'un des premiers membres de La Jeune Rhénanie et participe à plusieurs expositions. Il peint principalement avec des crayons de couleur. Il combine la technique du dessin avec l'expression expressive. Il est considéré comme un maître de la composition figurative. Il choisit souvent des déclassés sociaux comme motifs, tels que des gitans ou des clowns. Mais il se consacre également à des sujets tels que la mort et la folie. En outre, il est également connu pour les paysages. Il aborde également à plusieurs reprises des sujets chrétiens. Les nationaux-socialistes montrent sa peinture à l'huile "Le Baptême" dans l'exposition d'art dégénéré. Le portrait est acheté en 1919 pour 10 000,00 marks de papier de la collection d'art municipal et est envoyé à Munich en 1937 comme « dégénéré ». Ses œuvres sont aujourd'hui dans les musées de divers pays et dans des collections privées.

## Expositions
- 1912 : Exposition Sonderbund, salle d'exposition municipale à Aachener Tor, Cologne [11], avec nu féminin et ballet [12]
- 1914 : Rheinische Künstlervereinigung, Kölner Kunstverein
- 1914 : Exposition de la Sécession libre, Berlin
- 1919 : Nassauischer Kunstverein, Wiesbaden
- 1919 : Galerie Hans Goltz, Munich
- 1920 : Galerie Alfred Flechtheim, Düsseldorf
- 1920 : Galerie Herbert Cramer, Francfort-sur-le-Main
- 1920 : Participation à l'Exposition d'Expressionnisme, Darmstadt
- 1921 : Galerie Alfred Flechtheim, Düsseldorf
- 1921 : Grande exposition d'art de Berlin
- 1925 : Grande exposition d'art NRW de Düsseldorf (de), Dept. II et III (contemporain)
- 1928 : Art allemand, Kunstpalast, Düsseldorf
- 1931 : dans les salles d'exposition de Porza, Berlin
- 1940 : Art allemand, Amsterdam
- 1941 : Grande exposition d'art allemand, Munich [13]
- 1942 : Exposition d'art de Düsseldorf, Musée Herzog Anton Ulrich, Brunswick
- 1943 : Espositione Palazzo Strozzi, exposition invitée des artistes de Düsseldorf, Florence
- 1946 : Rheinische Sezession, Galerie d'art de Düsseldorf (de), Düsseldorf
- 1947 : Cabinet d'art par Roman Norbert Ketterer (de), Stuttgart
- 1947 : Musée Karl Ernst Osthaus, Association des artistes ouest-allemands, Hagen
- 1950 : Association d'art pour la Rhénanie et Westphalie (de), Düsseldorf
- 1952 : Kunstpalast, Cour d'honneur (de), grande exposition de Noël des artistes visuels de Rhénanie et de Westphalie, Düsseldorf
- 1953 : Kunstpalast, Cour d'honneur, grande exposition de Noël des artistes visuels de Rhénanie et de Westphalie, Düsseldorf
- 1955 : Association des arts de la Rhénanie et de la Westphalie, Düsseldorf
- 1956 : Galerie Wolfgang Gurlitt (de), Munich
- 1960 : Galería Toisón, Arenal 5, Madrid, (avec sa fille Ursula Benser)
- 1965 : Association artistique pour la Rhénanie et la Westphalie, Düsseldorf
- 2011 : Rendez-vous du peintre I - peinture à l'Académie des Beaux-Arts de Düsseldorf de 1946 à 1986
- 2013 : Galerie Remmert et Barth, Düsseldorf
- 2016 : Exposition soleil d'été, Museum Kunstpalast, avec gravure sur bois Frau am Meer (1920), œuvre d'art du mois d'octobre 2016 [14]

## Œuvres (sélection)

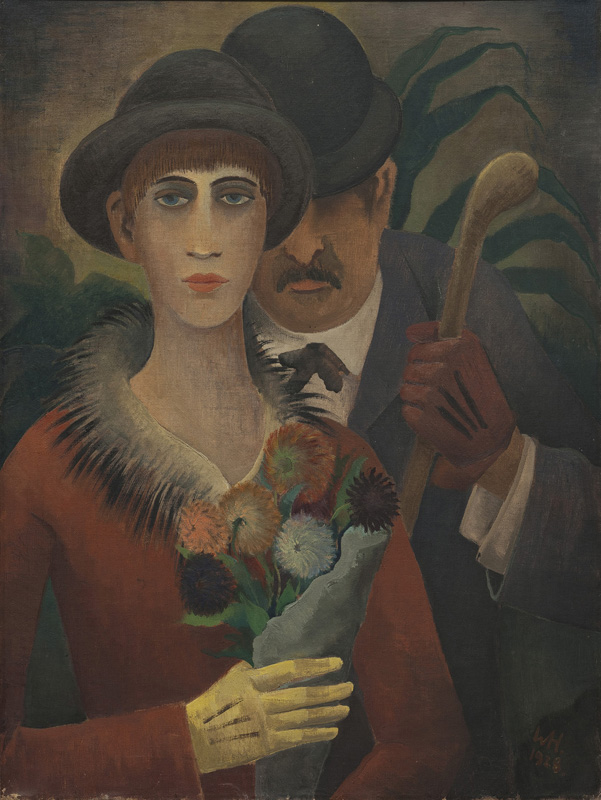
Dans les installations en 1928
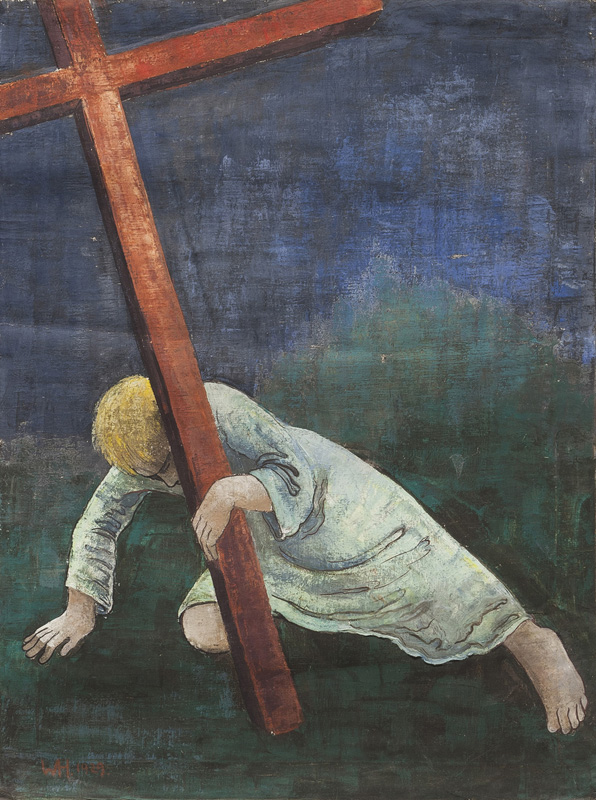
Jésus tombe pour la première fois en 1929
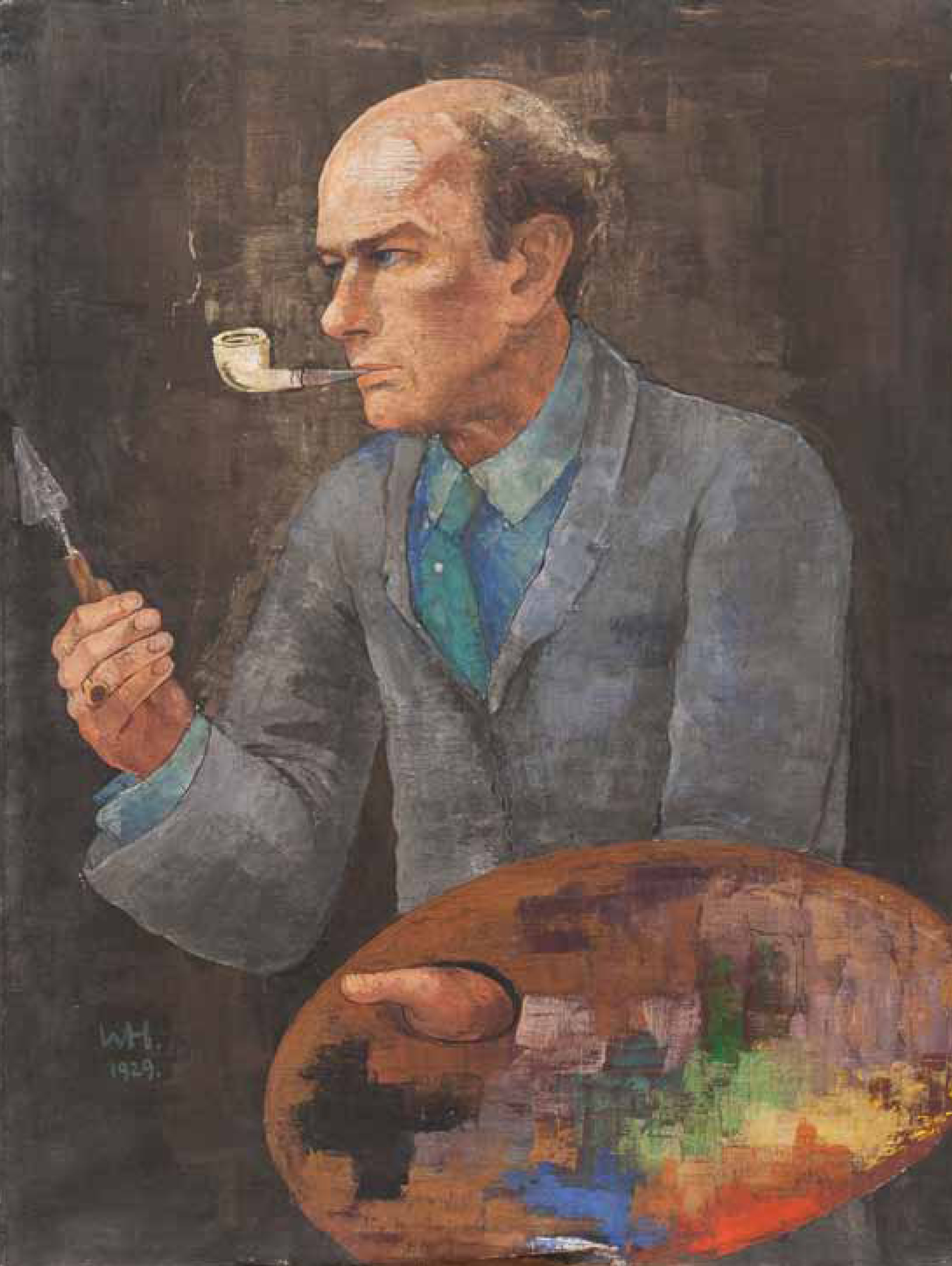
Autoportrait 1929
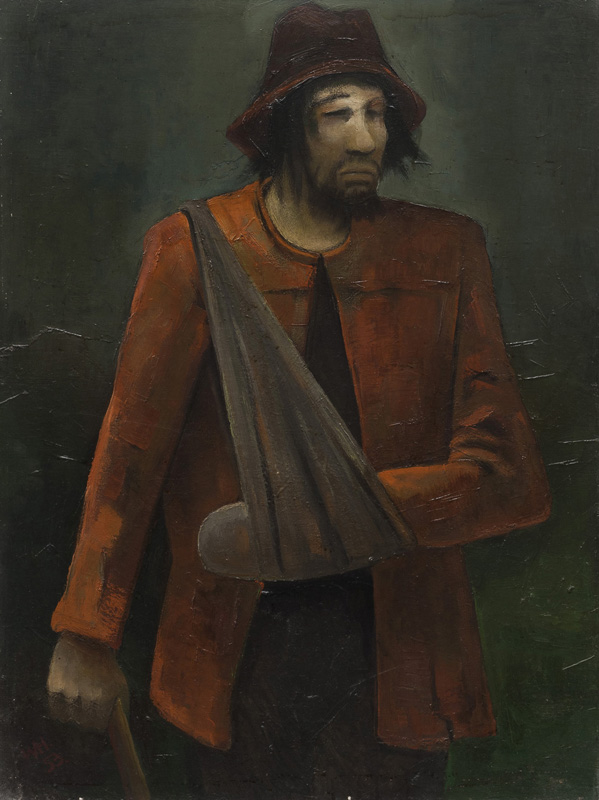
Rapatriés en 1952
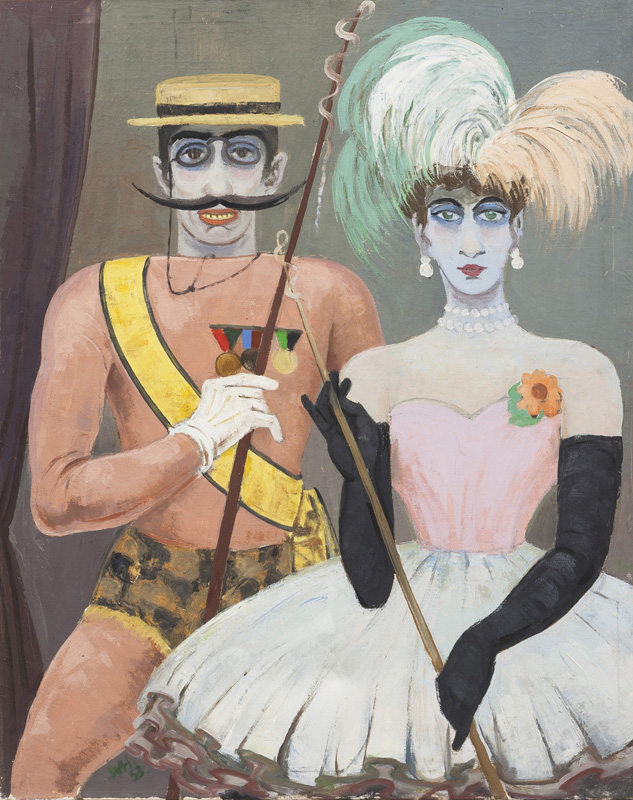
Carnaval 1953
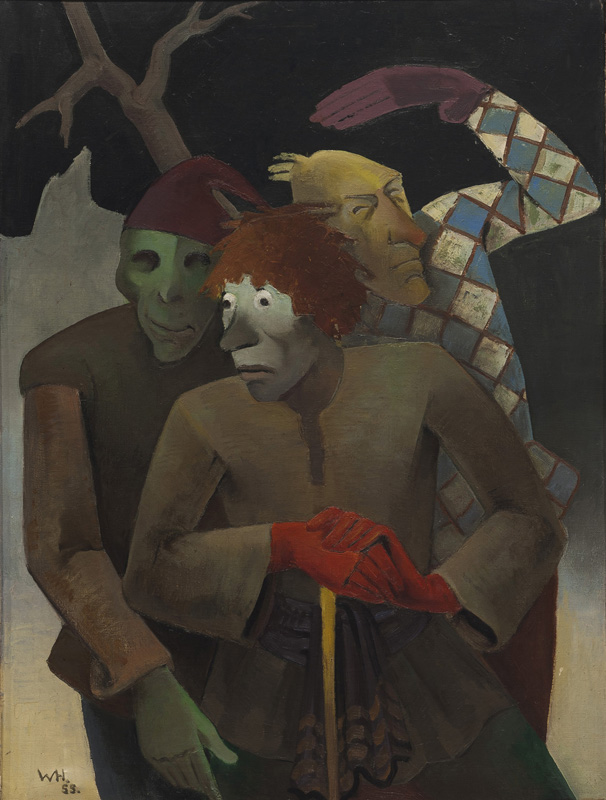
"Trio" Chevalier La Mort et le Diable 1955
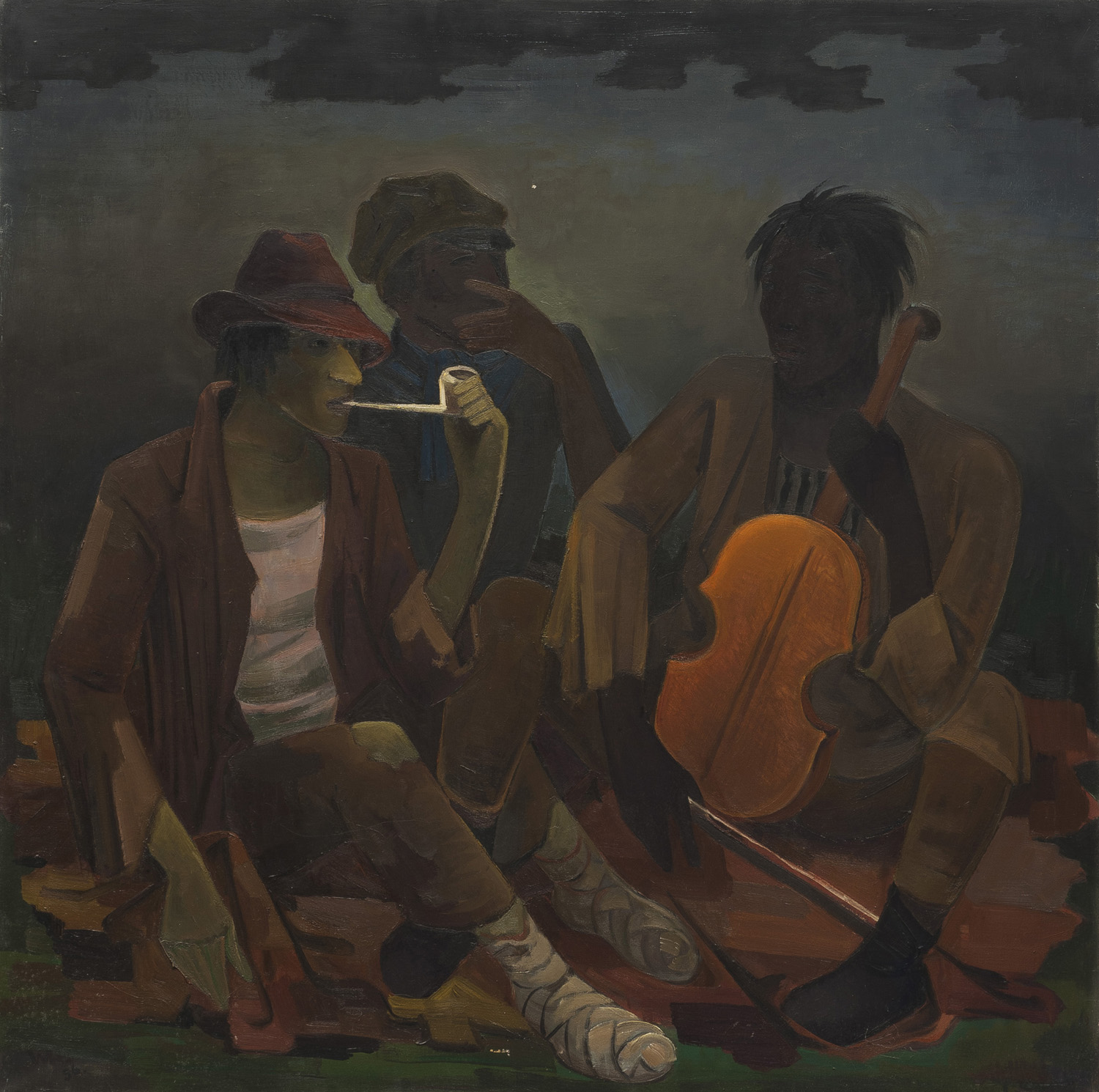
Landstreicher 1954, Galerie Wolfgang Gurlitt, Munich 1956
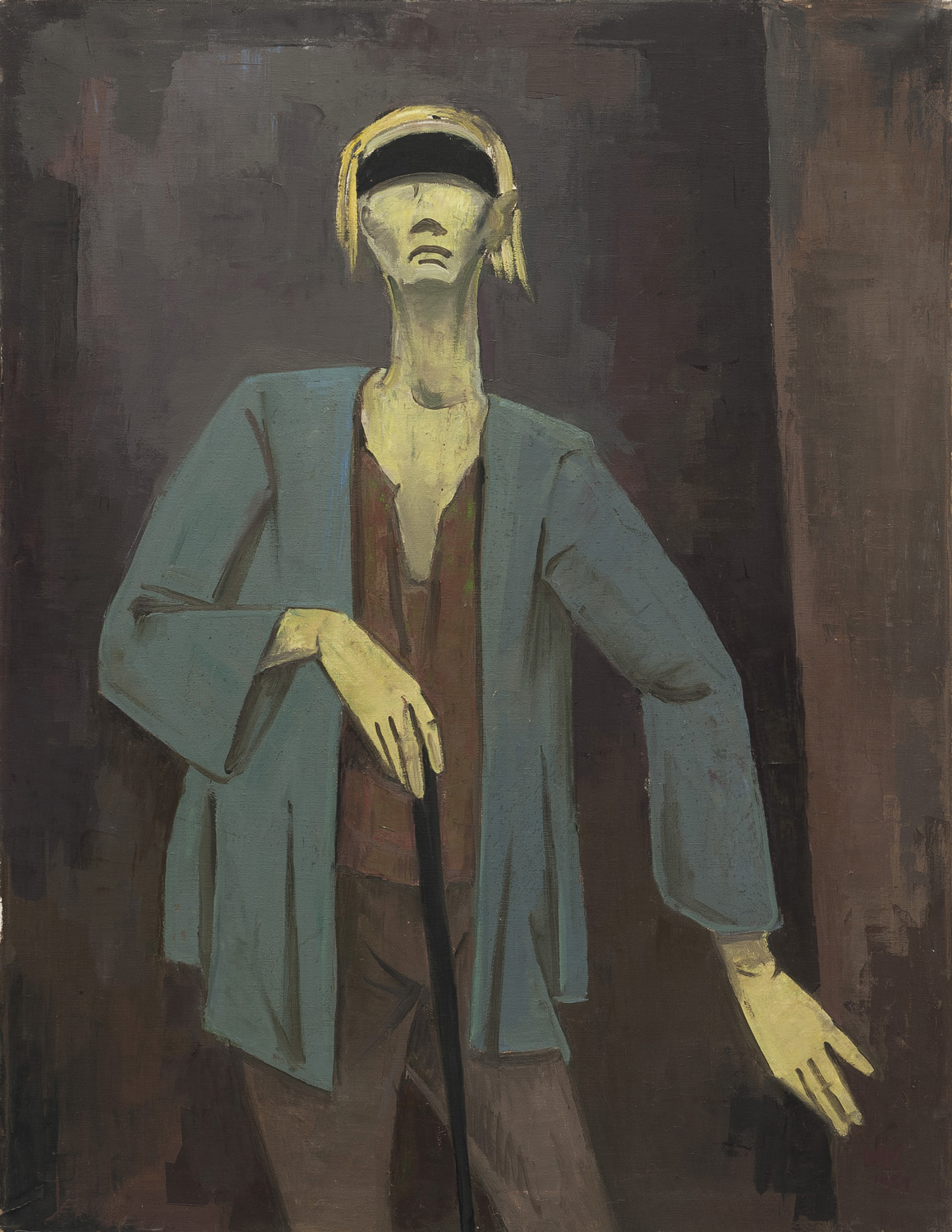
Les Aveugles 1954, Galerie Wolfgang Gurlitt, Munich 1956
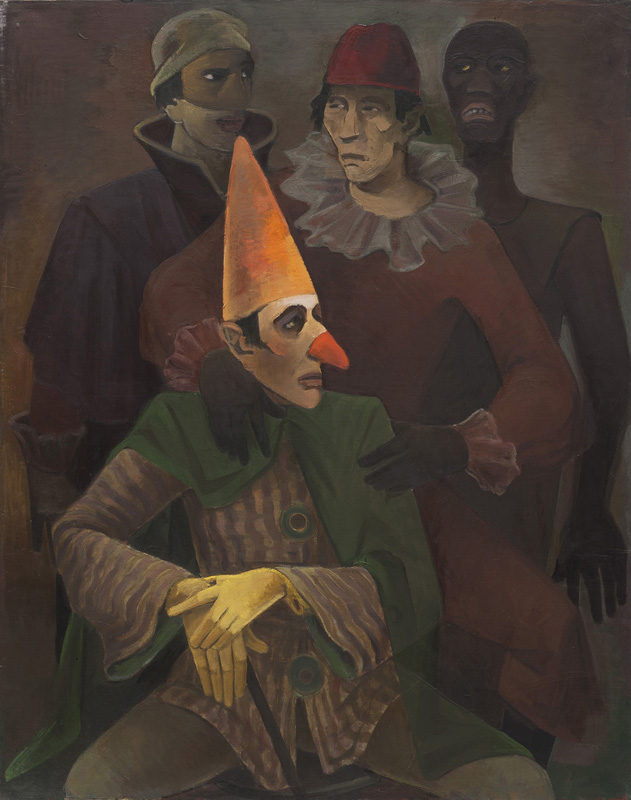
Masques 1956

## Honneur
- 1955 : Croix fédérale du Mérite